# (2776) Baikal
(2776) Baikal – planetoida z grupy pasa głównego asteroid okrążająca Słońce w ciągu 3 lat i 236 dni w średniej odległości 2,37 j.a. Została odkryta 25 września 1976 roku w Krymskim Obserwatorium Astrofizycznym w Naucznym na Półwyspie Krymskim przez Nikołaja Czernycha. Nazwa planetoidy pochodzi od jeziora Bajkał w Azji. Przed nadaniem nazwy planetoida nosiła oznaczenie tymczasowe (2776) 1976 SZ7.